# Championnat de Lituanie de football 2024
Navigation
A Lyga 2023 A Lyga 2025
La saison 2024 de la A Lyga est la 35e édition de la première division lituanienne. Dix équipes prennent part à la compétition et sont confrontées entre elles à quatre reprises, deux fois à domicile et deux fois à l'extérieur.
Le FK Panevėžys est le tenant du titre.
En fin de saison le FK Žalgiris Vilnius termine à la première place et remporte le 11e titre de son histoire.

## Règlement
Le classement est établi suivant le barème de points classique, une victoire valant trois points, un match nul un seul et une défaite aucun.
En cas d'égalité de points, les équipes concernées sont départagées par un barrage si le titre est en jeu. Sinon dans un premier temps départagées sur la base des résultats en confrontations directes (points, différence de buts, buts marqués, victoires remportées), suivi de la différence de buts générale, puis du nombre de buts marqués, du nombre de victoires remportées, du classement du fair-play (1 point par carton jaune et 4 points par carton rouge) et par un tirage au sort le cas échéant.

## Compétition

### Classement
| Rang | Équipe              | Pts | J  | G  | N  | P  | Bp | Bc | Diff |
| ---- | ------------------- | --- | -- | -- | -- | -- | -- | -- | ---- |
| 1    | FK Žalgiris Vilnius | 79  | 36 | 24 | 7  | 5  | 76 | 31 | +45  |
| 2    | FC Hegelmann        | 67  | 36 | 19 | 10 | 7  | 60 | 40 | +20  |
| 3    | FK Kauno Žalgiris   | 54  | 36 | 15 | 9  | 12 | 43 | 40 | +3   |
| 4    | DFK Dainava         | 45  | 36 | 12 | 9  | 15 | 33 | 40 | -7   |
| 5    | FK Banga C          | 43  | 36 | 10 | 13 | 13 | 37 | 46 | -9   |
| 6    | FC Džiugas          | 42  | 36 | 11 | 9  | 16 | 33 | 48 | -15  |
| 7    | FA Šiauliai         | 42  | 36 | 10 | 12 | 14 | 39 | 50 | -11  |
| 8    | FK Panevėžys T S    | 41  | 36 | 9  | 14 | 13 | 34 | 40 | -6   |
| 9    | FK Sūduva           | 39  | 36 | 9  | 12 | 15 | 33 | 38 | -5   |
| 10   | FK Transinvest P    | 38  | 36 | 11 | 5  | 20 | 35 | 50 | -15  |

|  | Qualification pour le premier tour de qualification de la Ligue des champions 2025-2026                                             |
|  | Qualification pour le deuxième tour de qualification de la Ligue Conférence 2025-2026                                               |
|  | Qualification pour le premier tour de qualification de la Ligue Conférence 2025-2026                                                |
|  | Barrage de relégation |
|  | Relégation en deuxième division |
|  | T : Tenant du titre C : Vainqueur de la Coupe de Lituanie S : Vainqueur de la Supercoupe de Lituanie P : Promu de deuxième division |

Le FK Banga est qualifié pour la Ligue Conférence 2025-2026 en tant que vainqueur de la Coupe de Lituanie 2024.

### Barrage de relégation
À la fin de la saison, l'avant-dernier de A Lyga affronte la deuxième meilleure équipe d'I Lyga pour tenter de se maintenir.
| Équipe            | Aller | Total           | Retour | Équipe         |
| ----------------- | ----- | --------------- | ------ | -------------- |
| Be1 NFA (en) (D2) | 2 - 1 | 2 - 2 2-4 (tab) | 0 - 1  | FK Sūduva (D1) |

Légende des couleurs
- Le club se maintient en première division.
- Promotion en première division.
- Le club reste en deuxième division.
- Relégation en deuxième division.

Le triple champion de Lituanie, le FK Sūduva, échappe à la relégation en gagnant aux tirs au but et se maintient en première division.

## Bilan de la saison
| Championnat de Lituanie de football 2024    |                                 |
| Champion                                    | FK Žalgiris Vilnius (11e titre) |
| Coupes et trophées                          |                                 |
| Vainqueur de la Coupe de Lituanie 2024      | FK Banga                        |
| Vainqueur de la Supercoupe de Lituanie 2024 | FK Panevėžys                    |
| Qualifications continentales                |                                 |
| Ligue des champions de l'UEFA 2025-2026     | FK Žalgiris Vilnius             |
| Ligue Conférence 2025-2026                  | FK Banga                        |
| Ligue Conférence 2025-2026                  | FC Hegelmann                    |
| Ligue Conférence 2025-2026                  | FK Kauno Žalgiris               |
| Promotions et relégations                   |                                 |
| Promus en A Lyga                            | FK Riteriai                     |
| Relégués en I Lyga                          | FK Transinvest                  |